# 中川大橋 (中川)

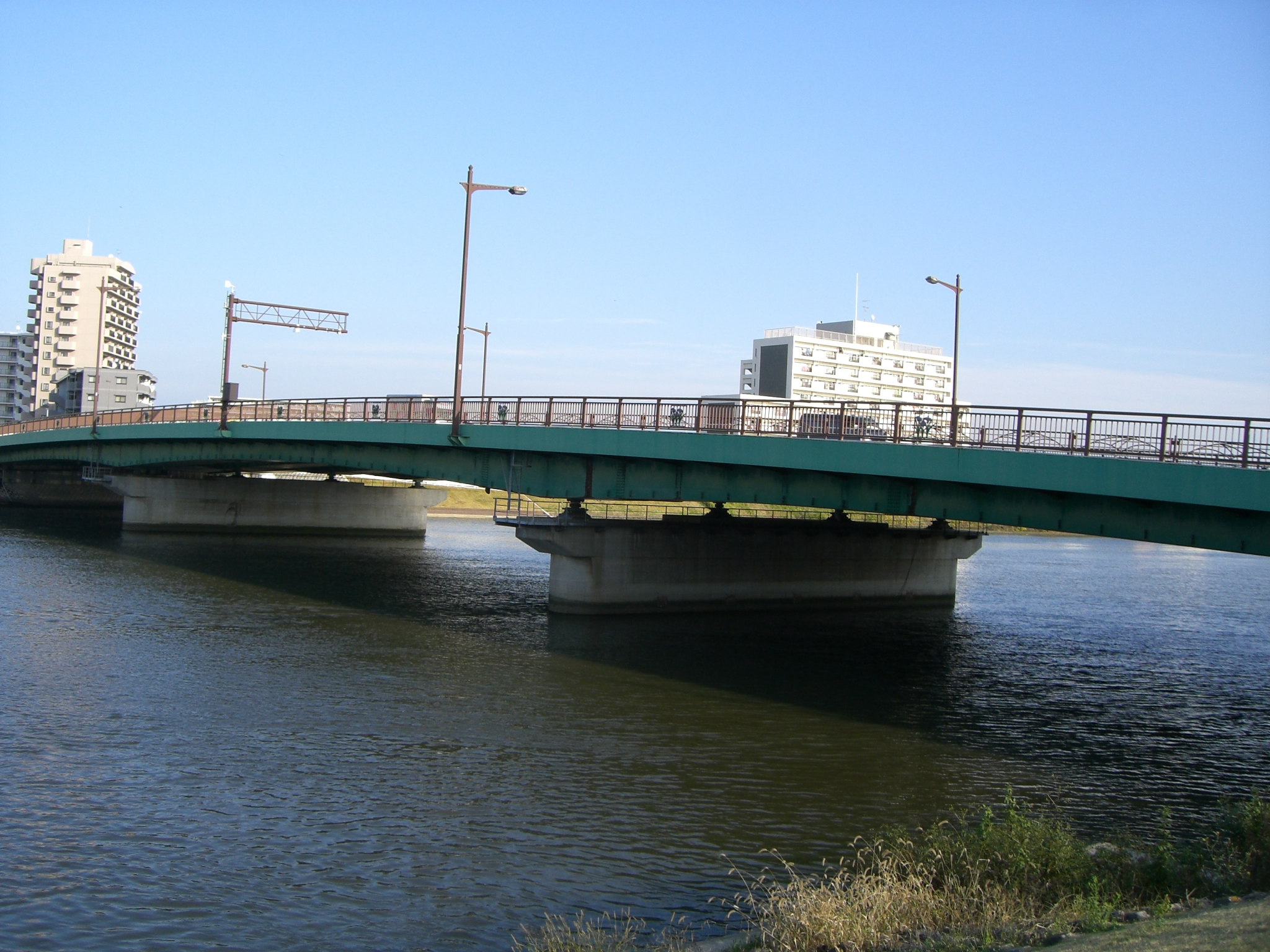
中川大橋（2015年11月）

中川大橋（なかがわおおはし）は、東京都葛飾区青砥と同区新宿の間を流れる中川に架かる道路橋。国道6号が通っている。

## 概要
長さ：134.4メートル、幅員：30.8メートル（車道：11.25 m×2、歩道：3.0m×2）、最大支間長：52.0メートル（支間割：40.7 m + 52.0 m + 40.7 m）の鋼連続箱桁橋である。橋の管理者は関東地方整備局である。また、防災拠点等に緊急輸送を行なうための、東京都の一般緊急輸送道路に指定されている。
1933年（昭和8年）初代の橋が完工し、1935年（昭和10年）8月に開通した。橋長：115.6メートル、幅員：22メートル（車道：16.6 m、歩道：2.7 m×2）、最大支間長：44メートル（支間割：35.5 m + 44.0 m + 35.5 m）のカンチレバー式プレートガーダー橋である。 現在の橋は1985年（昭和60年）に架替え工事が行われ、1988年（昭和63年）完工した2代目の橋。施工会社は三井造船および三菱重工業である。
橋の西岸（青砥側）には東京都道318号環状七号線が通る。付近に同名のバス停留所も存在する。

## その他
亀有を舞台とした作品である『こちら葛飾区亀有公園前派出所』の『葛飾ラプソディー』のオープニング映像に当橋が登場した。

## 隣の橋
- 中川

（上流） - JR常磐線中川橋梁 - 中川橋 - 中川大橋 - 京成本線中川橋梁 - 高砂橋 - （下流）